# Casa de Rojas

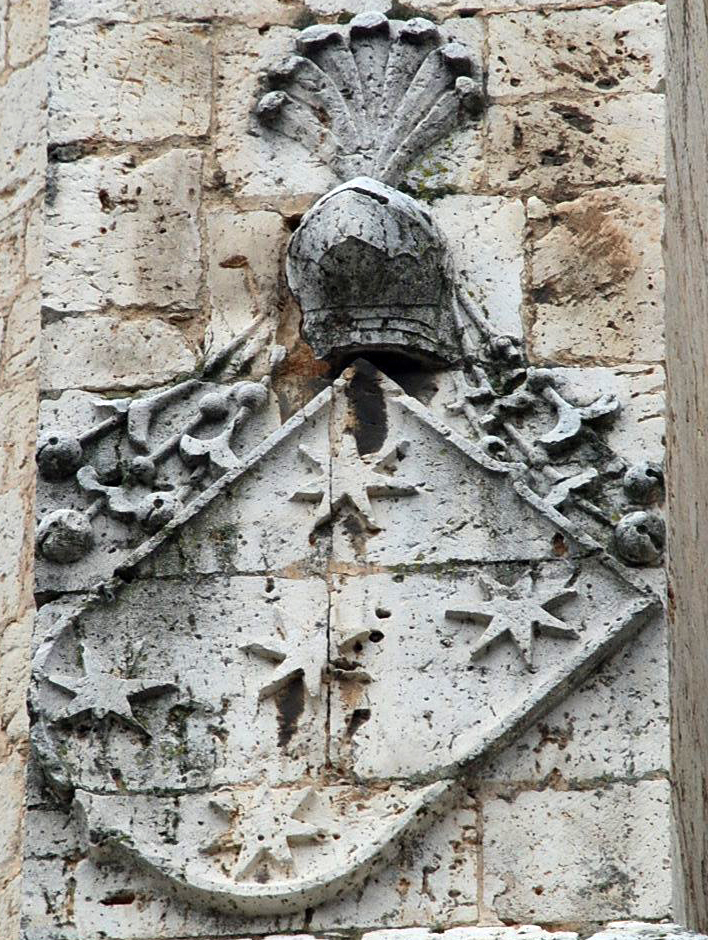
Escudo de la casa de Rojas.

La Casa de Rojas es un linaje nobiliario español orginario de la Corona de Castilla cuyas ramas llegaron a ostentar el marquesado de Poza, el marquesado de la Peña de los Enamorados, el marquesado de Alventos, el marquesado de Villanueva de Duero, el condado de Mora, el condado de Casa Rojas, el condado de Torrellano, el marquesado del Bosch de Ares, el marquesado de Algorfa, y el vizcondado de Casa Recaño. Además de este linaje procede la casa de Sandoval y Rojas. Su escudo muestra cinco estrellas de ocho puntas de azur, puestas en souter, sobre campo de oro. Parte del linaje se estableció en Andalucía tras la conquista de Sevilla en 1248.